# Leptophion iochus
Leptophion iochus är en stekelart som beskrevs av Ian D. Gauld 1977. Leptophion iochus ingår i släktet Leptophion och familjen brokparasitsteklar. Inga underarter finns listade i Catalogue of Life.